# Cerebratulus tigrinus
Cerebratulus tigrinus är en djurart som tillhör fylumet slemmaskar, och som beskrevs av Heinrich Bürger 1890. Cerebratulus tigrinus ingår i släktet fläsknemertiner, och familjen Cerebratulidae. Inga underarter finns listade i Catalogue of Life.